# Кармеліта Джетер
Кармеліта Джетер  (англ. Carmelita Jeter, 24 листопада 1979) — американська легкоатлетка, олімпійська чемпіонка. Сестра баскетболіста Юджіна Джетера.

## Виступи на Олімпіадах
| Олімпіада   | Дисципліна              | Місце |
| ----------- | ----------------------- | ----- |
| Лондон 2012 | біг на 100 метрів       | 2     |
| Лондон 2012 | біг на 200 метрів       | 3     |
| Лондон 2012 | естафета 4 x 100 метрів | 1     |

## Зовнішні посилання
- Досьє на sport.references.com [Архівовано 14 серпня 2012 у Wayback Machine.]